# Miracolul din Strada 34
Miracolul de pe Strada 34 sau Miracolul de pe strada 34 (titlu original: Miracle on 34th Street, lansat în Regatul Unit ca The Big Heart) este un film de Crăciun american de comedie și fantastic din 1947 regizat de George Seaton. Rolurile principale au fost interpretate de actorii Maureen O'Hara, John Payne și Natalie Wood. A fost refăcut pentru televiziune în 1955, 1959, 1973 și cinematografic în 1994.

## Prezentare
Moș Crăciun reușește să facă o fetiță să creadă că sărbătoarea Crăciunului este reală. 

## Rezumat
Kris Kringle (Edmund Gwenn) este indignat pentru că-l găsește în stare de ebrietate pe omul (Percy Helton) care a fost desemnat pentru a juca rolul lui Moș Crăciun la Parada Anuală a magazinului Macy's de Ziua Recunoștinței. Când el se plânge directoarei acestui eveniment, Doris Walker (Maureen O'Hara), aceasta îl convinge pe Kris să-i ia locul. Kris se descurcă atât de bine încât este angajat ca Moș Crăciun pentru magazinul emblematic Macy's din New York NYC, cel aflat pe Strada 34.
Ignorând instrucțiunile primite de a le recomanda părinților să cumpere de la Macy's, Kris conduce o cumpărătoare (Thelma Ritter) la un alt magazin. Ea este atât de impresionată încât îi spune lui Julian Shellhammer (Philip Tonge), șeful departamentului de jucării, că va deveni un client fidel al magazinului Macy's. Kris o informează mai târziu pe o altă mamă că la magazinul rival Gimbels se găsesc patine mai bune.
Fred Gailey (John Payne), avocat și vecinul lui Doris, o ia pe tânăra Susan Walker (Natalie Wood)  pentru a-l vedea pe Kris. Mama ei, Doris, a crescut-o astfel încât să nu creadă în basme, dar lipsa ei de credință este zdruncinată atunci când îl aude pe Kris vorbind în limba olandeză cu o fată adoptată care nu știe limba engleză. Doris îi cere lui Kris să-i spună lui Susan că el nu este Moș Crăciun, dar Kris insistă că acesta este adevărul.
Doris decide să-l concedieze, îngrijorată de faptul că acesta are halucinații și că acest lucru poate afecta alte persoane. Cu toate acestea, Kris a făcut multă publicitate pozitivă magazinului Macy's și proprietarul R. H. Macy (Harry Antrim) este mulțumit de el. R. H. Macy îi promite lui Doris și Julian bonusuri generoase. Pentru a reduce îndoielile lui Doris, Julian îl pune pe  Granville Sawyer (Porter Hall) să-i facă lui Kris o evaluare psihologică. Kris trece cu ușurință testul, dar îl antagonizează pe Sawyer întrebându-l de propria sa sănătate mintală.
Magazinul își extinde ideea privind conceptul marketingului. Dornici să aibă același succes, cei de la Gimbels pun în aplicare aceeași politică de recomandare a altor magazine rivale de-a lungul întregului lanț propriu de magazine, obligându-i pe cei de la Macy dar și alte magazine să escaladeze ofertele de această natură. În cele din urmă, Kris realizează imposibilul: îi împacă pe cei doi rivali: domnul Macy și domnul Gimbel (Herbert Heyes).
Pierce (James Seay), medicul lui Kris, îi asigură pe Doris și Julian că d-l. Kris este inofensiv. Kris face o înțelegere cu Fred - va încerca să schimbe inima lui Susan în timp ce Fred va face același lucru cu Doris, care este deziluzionată de fosta sa căsătorie eșuată. Când Susan dezvăluie că dorința ei este o casă, Kris, fără tragere de inimă, promite că va încerca din răsputeri să i-o ofere.
Kris află că Sawyer l-a convins pe tânărul angajat impresionabil Alfred că este pur și simplu bolnav psihic pentru că este generos și bun la suflet. Kris se confruntă cu Sawyer și îl lovește în cap cu bastonul. Sawyer exagerează durerea sa pentru ca d-l. Kris să fie internat la spitalul Bellevue. Kris este păcălit să coopereze spunându-i-se să se urce în mașină pentru a merge să facă fotografii cu primarul. Crezând că Doris știe și a permis înșelăciunea, Kris este descurajat și în mod deliberat a picat testul de examinare mentală, fiind recomandat pentru tratament permanent. Cu toate acestea, Fred îl vizitează la spital și îl convinge pe Kris să nu renunțe.
La o audiere formală în fața judecătorului Curții Supreme a New York-ului, Henry X. Harper (Gene Lockhart), procurorul districtual  Thomas Mara (Jerome Cowan) îl face pe Kris să afirme că el este Moș Crăciun, pe acest lucru bazându-se cazul său, crezând că are un caz la prima vedere pe care-l astfel îl va câștiga repede. Fred susține că d-l. Kris nu este nebun când acesta afirmă că este Moș Crăciun deoarece acesta chiar este adevăratul Moș Crăciun. Mara îi cere judecătorului să dea verdictul că Moș Crăciun nu există. În biroul judecătorului, consilierul politic Harper, Charlie Halloran (William Frawley), îl avertizează că această decizie va fi dezastruoasă viitoarei sale campanii de realegere. Judecătorul câștigă timp amânând procesul prin decizia ca avocatul să aducă dovezi în sprijinul afirmațiilor sale.
Doris se ceartă cu Fred după ce acesta demisionează de la o firmă de avocatură de prestigiu pentru a-l apăra pe Kris. Doris cataloghează demisia sa ca pe un "scurt exces idealist" de a demonstra existența unor "minunate lucruri intangibile". Fred îi răspunde că într-o zi s-ar putea să descopere că acestea sunt singurele lucruri valoroase pentru care merită să îți dai osteneala.
Fred îl cheamă pe domnul Macy ca martor. Atunci când Mara îl întreabă dacă acesta crede cu adevărat că d-l. Kris este Moș Crăciun, Macy să eschivează inițial, dar atunci când este presat să răspundă, își aduce aminte de bunăvoința pe care Kris a răspândit-o și afirmă că el crede că d-l. Kris este Moș Crăciun. După ce iese din boxă, Macy îl concediază pe Sawyer. Fred îl cheamă apoi ca martor pe însuși fiul lui Mara (Tommy Hamilton), acesta mărturisește că tatăl său i-a spus că Moș Crăciun este o persoană reală. Manevrat astfel, Mara este de acord cu acest punct de vedere.
Cu toate acestea, Mara cere ca Fred să dovedească că d-l. Kris este "singurul" Moș Crăciun, pe baza unei autorități competente. În timp ce Fred caută frenetic dovezi, Susan, acum o credincioasă fermă a lui Kris, îi scrie acestuia o scrisoare ca să-l încurajeze, pe care și Doris o semnează. Când un lucrător de la poștă (Jack Albertson) vede adresa de pe scrisoarea lui Susan, el propune ca, pentru a se elibera spații de depozitare ale poștei, toate scrisorile pe adresa lui Moș Crăciun să fie expediate lui Kris la tribunal.
Fred prezintă Judecătorului Harper trei dintre aceste scrisori adresate pur și simplu lui "Moș Crăciun" și livrate lui Kris, afirmând că Poșta SUA (și, prin urmare, prin extensie guvernul federal) a recunoscut astfel că acesta este adevăratul Moș Crăciun. Când Harper cere "alte (astfel de) exponate", poștașii îi aduc 21 de saci plini cu scrisori. Harper închide cazul afirmând că nu poate contrazice guvernul federal și că d-l. Kris este adevăratul Moș Crăciun.
În dimineața zilei de Crăciun, Susan este dezamăgită deoarece Kris nu i-a oferit cadoul mult dorit. Kris îi dă lui Fred și Doris indicații pentru a ajunge acasă mai repede prin evitarea traficului auto pe o rută alternativă. Pe drum, Susan vede casa visurilor sale având în curtea din față un semn pe care scria "De vânzare". Fred află că Doris a încurajat-o pe Susan să aibă credință și îi sugerează să se căsătorească și să cumpere casa. Apoi se mândrește că el trebuie să fie un mare avocat dacă a reușit imposibilul de a dovedi că d-l. Kris este Moș Crăciun. Cu toate acestea, atunci când vede în casă un baston roșu identic cu cel al lui Kris (și pe care Kris nu-l avea în aceea dimineață), nu mai e atât de sigur că a făcut un lucru impresionant la urma urmei.

## Distribuție
- Maureen O'Hara ca Doris Walker.  O'Hara a fost inițial reticentă în a accepta rolul, având în vedere că tocmai se mutase în Irlanda. Ea s-a răzgândit imediat după ce a citit scenariul[9]  și s-a întors în America pentru realizarea acestui film.
- John Payne ca  Frederick M. "Fred" Gailey
- Edmund Gwenn ca Kris Kringle
- Natalie Wood ca Susan Walker
- Porter Hall ca Granville Sawyer
- William Frawley ca  Charlie Halloran
- Jerome Cowan ca Procuror Thomas Mara
- Philip Tonge ca Julian Shellhammer
- Alvin Greenman ca Alfred
- Gene Lockhart ca Distinsul Henry X. Harper
- Harry Antrim ca R. H. Macy
- Herbert Heyes ca Mr. Gimbel
- James Seay ca Dr. Pierce, un medic de la secția de geriatrie a Casei Memoriale Brooks pentru bătrâni
- Thelma Ritter ca un cumpărător hărțuit
- Percy Helton ca  un Moș Crăciun beat la paradă
- Ann Staunton ca Dna. Mara
- Bobby Hyatt ca Thomas Mara, Jr.
- Theresa Harris (nem.) ca menajera Cleo
- Jack Albertson (nem.) ca lucrător la oficiul poștal
- Robert Shaw (nem.) ca taximetrist

## Primire

### Reacția criticii
Miracolul din Strada 34 a primit recenzii în general pozitive din partea criticilor  și este considerat de mulți ca fiind unul dintre cele mai bune filme ale anului 1947. Filmul are în prezent un rating de 94% "Fresh" pe website-ul Rotten Tomatoes.
A primit din partea Legiunii Decenței (Legion of Decency - organizație catolică) un rating 'B', ceea ce înseamnă că are momente considerate inacceptabile din punct de vedere moral: faptul că mama a fost prezentată ca fiind divorțată. Categoria B a fuzionat în cele din urmă cu categoria O astfel încât filmul a apărut într-o Listă de filme condamnate de către Legiunea Decenței.

### Premii și distincții
Filmul a câștigat Premiul Oscar pentru cel mai bun actor în rol secundar (Edmund Gwenn), pentru cea mai bună poveste originală (Valentine Davies) și pentru cel mai bun scenariu adaptat. A fost nominalizat și la premiul Oscar pentru cel mai bun film, dar acesta a fost câștigat de Pactul cavalerilor (regia Elia Kazan, cu Gregory Peck, Dorothy McGuire și John Garfield).
Filmul a fost clasat pe locul nouă de către Institutul American de Film în lista celor mai inspirate 100 de filme din America. În iunie 2008, AFI a prezentat lista "10 top 10" – o listă cu cele mai bune 10 filme clasice americane din diferite genuri de film - după un vot al 1500 de persoane din domeniu. Miracolul din strada 34 a fost recunoscut ca fiind cel mai bun al cincilea film din genul fantastic.
În 2005, Miracolul din Strada 34 a fost ales pentru păstrarea în Registrul Național de Film al Statelor Unite ale Americii  de către Biblioteca Congresului fiind considerat "cultural, istoric sau estetic semnificativ".
Liste ale Institutului American de Film
- AFI's 100 Years...100 Movies – Nominalizare[19]
- AFI's 100 Years of Film Scores – Nominalizare[20]
- AFI's 100 Years...100 Cheers – #9
- AFI's 100 Years...100 Movies (10th Anniversary Edition) – Nominalizare[21]
- AFI 10 top 10 – #5 Film fantastic

## Vezi și
- Miracolul de pe Strada 34 (film din 1994)
- Listă de filme străine până în 1989